# ویندوز مووی میکر
ویندوز مووی میکر (به انگلیسی: Windows movie Maker) که در سال ۲۰۰۹ به ویندوز لایو مووی میکر (به انگلیسی: Windows live movie Maker)شهرت داشت، یک نرم‌افزار فیلم‌سازی است که در حال حاضر، در ویندوز ۷، ویندوز ۸، ویندوز ۸٫۱، ویندوز ۱۰، ویندوز ام‌ئی، ویندوز اکس‌پی، ویندوز ویستا و ویندوز لایو دردسترس است. مایکروسافت صاحب برنامه، امکان اشتراک‌گذاری در وان‌درایو، فیسبوک، ویمیو، یوتیوب و فلیکر را ارائه کرده‌است.
مووی میکر در ۱۰ ژانویه ۲۰۱۷ متوقف شد.